# Nederlands-Brazilië

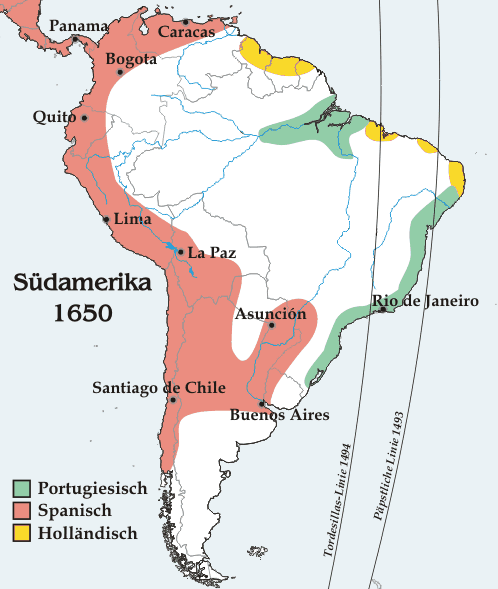
De verdeling van Zuid-Amerika tussen Spanje, Portugal en Nederland rond 1650.

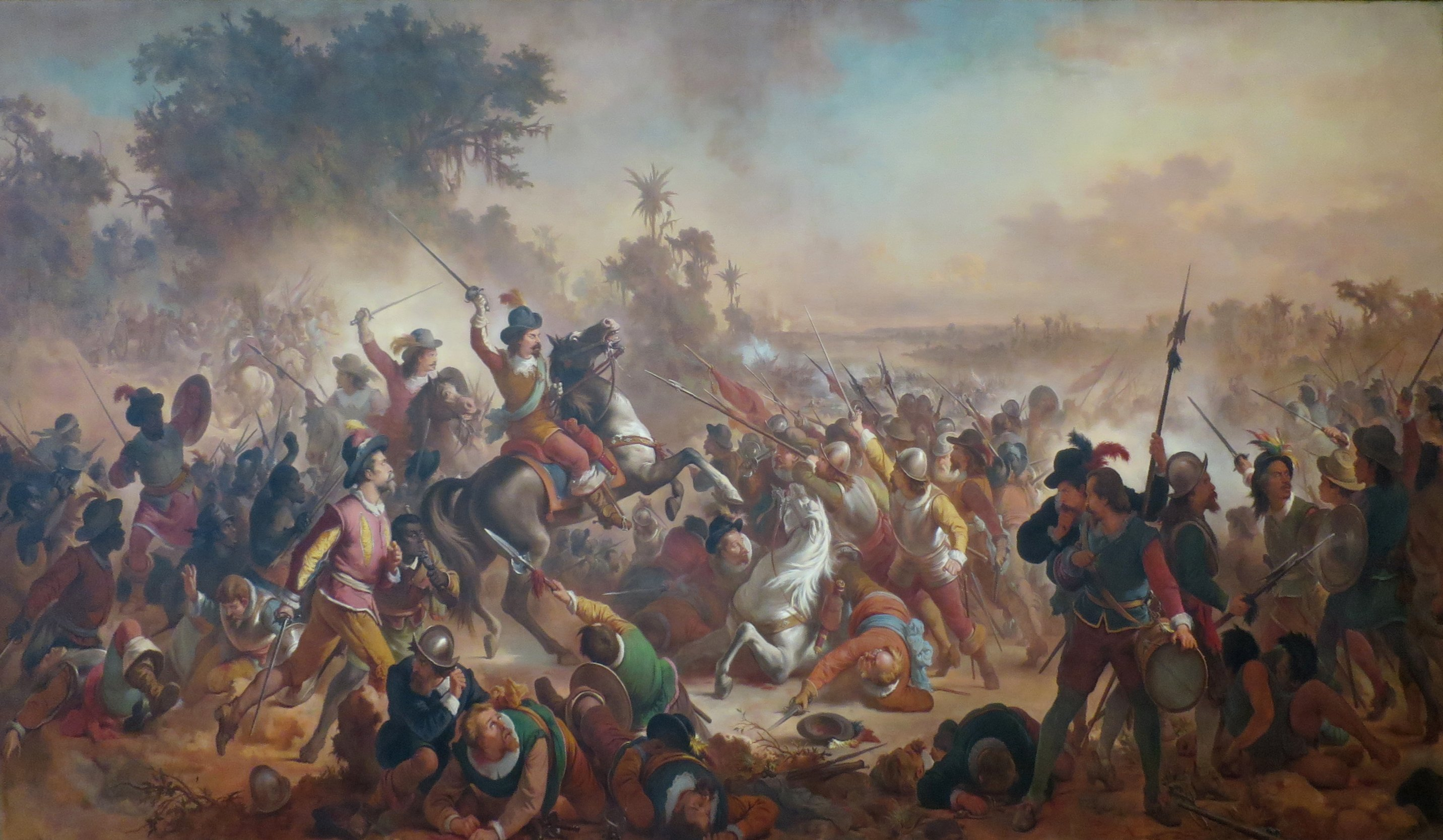
Slag bij Guararappes

Nederlands-Brazilië (officieel: Nieuw Holland; Portugees: Nova Holanda) was van 1630 tot 1654 een Nederlandse kolonie in Zuid-Amerika.
 Brazilië was oorspronkelijk al gekoloniseerd door Portugal, en deze kolonies werden voor een deel overgenomen door de Republiek der Zeven Verenigde Nederlanden. De verschillende gouverneurs van de kolonie trachtten zo veel mogelijk immigranten naar het gebied te lokken, met matig succes. Uiteindelijk werden de Nederlanders in 1654 uit het gebied verjaagd door de Portugezen. Nu behoort die regio tot Brazilië.

## Geschiedenis
Na de successen van de kaperschepen van de West-Indische Compagnie in 1627 en 1628, waaronder de overmeestering van de Spaanse zilvervloot door Piet Hein in het jaar 1628, had de West-Indische Compagnie genoeg geld om de koloniale macht van de dominante koninkrijken van het Iberische schiereiland verder aan te tasten.

### De verovering

Het beleg van Recife in 1630.

Begin 1629 werd door de Heren Negentien van de WIC besloten om zich eerst de Portugese bezittingen in Noord-Oost Brazilië eigen te maken, nadat de bezetting van Salvador da Bahia in 1624-1625 op een mislukking was uitgelopen. De Portugezen hadden de stad met de hulp van een omvangrijke Spaans/Portugese armada weten terug te veroveren en de eerste Nederlandse gouverneur van Bahia/Brazilië Johan van Dorth in een hinderlaag te vermoorden. De noordkust van Brazilië bood een goede uitvalsbasis voor aanvallen op de Spaanse zilvervloten en daar bevond zich het merendeel van de suikerproductie. In 1630 wist een expeditieleger bestaande uit 67 schepen en 7000 manschappen onder admiraal Hendrick Lonck en kolonel Diederick van Waerdenburgh enkele versterkingen rond Recife en Olinda in het Noorden van Brazilië te veroveren op de Portugezen (Beleg van Recife). Ondanks de snelle en gemakkelijke overwinningen op de noordkust slaagde men er toch niet in om de hele Portugese kolonie te veroveren, waardoor de Portugezen een bedreiging bleven. In 1631 werd bij een Slag om Recife een aanval van een Spaans/Portugese Armada afgeslagen, maar in het binnenland wisten de Portugezen in hun versterkte kamp Arraial do Bom Jesus nog jaren stand te houden. Gesteund door nieuwe versterkingen vanuit de Republiek en enkele overlopers uit het Portugese kamp, waaronder de bekende Domingos Fernandes Calabar, was de, inmiddels tot gouverneur aangestelde, van Waerdenburgh in staat meerdere capitaniën in het Noord-Oosten te veroveren zodat hij uiteindelijk in 1634 de kust van Rio Grande do Norte en Paraíba tot aan Cabo do Santo Agostinho beheerste. Midden 1635 werd hier het binnenland van Pernambuco aan toegevoegd na de verovering van Arraial do Bom Jesus onder aanvoering van kolonel Arciszewski op 8 juni. Door het bezit van vele plantages werden de Nederlanders verleid het systeem van slavernij en slavenhandel, dat men in 1623 nog als onethisch had afgewezen, in 1635 volledig over te nemen.

### Het tijdperk Maurits
In 1637 werd Johan Maurits van Nassau-Siegen naar de kolonie gestuurd om zowel bestuurlijk als financieel orde op zaken te stellen. Hij kwam in Recife aan met een kleine oorlogsvloot, op het oorlogsschip ‘Zutphen’, dat twee jaar later zou deelnemen aan de Slag bij Duins. Weliswaar hadden de 806 schepen van de WIC 547 Iberische bodems buitgemaakt tussen 1623 en 1636, maar de kosten van vloten, legers en voorraden waren vele malen hoger. Hij stichtte Mauritsstad op het eiland Antonio Vaz tegenover de bestaande Portugese nederzetting Recife, voerde godsdienstvrijheid in om de Portugezen het belijden van hun geloof mogelijk te maken, hervormde de rechtspraak en stelde in alle gebieden een schout en schepenen aan. Hij stimuleerde de suikerrietproductie door de suikerfabrieken die de WIC in beslag genomen had per opbod te verkopen en de kopers leningen te verstrekken. Ten slotte beveiligde hij het land tegen invallen door onder meer aan de buitengrenzen, zoals bij Penedo aan de rivier São Francisco, versterkingen te bouwen. In april 1638 deed hij nog een poging zijn heerschappij uit te breiden naar de gehele Portugese kolonie, maar in de Eerste Slag bij Bahia liep dit op een mislukking uit. In 1641 werd Portugal weer een onafhankelijk koninkrijk onder João IV en werd in Den Haag een tienjarig bestand gesloten met de Republiek, maar nog voordat dit in de overzeese gebieden van kracht werd, breidde Johan Maurits zijn gebied uit met Sergipe en Maranhão. Ook veroverde hij een deel van Angola om meer greep te krijgen op de slavenhandel. Daarnaast had hij een brede culturele belangstelling en liet hij het landschap, de inwoners, de flora en fauna van Brazilië vastleggen door de schilders Frans Post en Albert Eckhout. Wetenschappelijk onderzoek naar flora, fauna, tropische ziektes, meteorologie en geografie door de astronoom Georg Markgraf en de arts Willem Piso resulteerde in de Historia Naturalis Brasiliae. Dit werk gold lange tijd als de gezaghebbendste wetenschappelijke publicatie over Brazilië. In 1641 zond hij een expeditie onder de gouverneur van Paraíba, Elias Herckmans, naar het binnenland, ter exploratie en in de hoop goud of zilver te vinden.

### De Nederlanders in Brazilië
Mede door de godsdienstvrijheid kozen grote aantallen Amsterdamse Joden ervoor om naar de kolonie te emigreren. Er ontstonden twee voorname groepen, te weten Zur Israel (Rots van Israel) in Recife en Maguen Abraham (Schild van Abraham) in Mauritsstad. De synagoge die in Recife werd gebouwd was de eerste op het continent Amerika. Nadat Maurits in 1644 werd teruggeroepen nam het aantal zich vestigende Joden af. Dit was mede te wijten aan de beginnende weerstand tegen de Nederlandse bezetting én de afnemende tolerantie voor niet-katholieken. De meeste Joden keerden terug naar Amsterdam. Sommige trokken echter naar andere Nederlandse koloniën in Amerika, zoals Suriname, de Antillen en vooral Nieuw-Nederland, het latere New York, en het op Nieuw-Zweden veroverde New Jersey. Maar ook daar verkregen ze niet de vrijheid die ze hadden gekend. Daarom keerden de meesten weer terug naar Amsterdam.

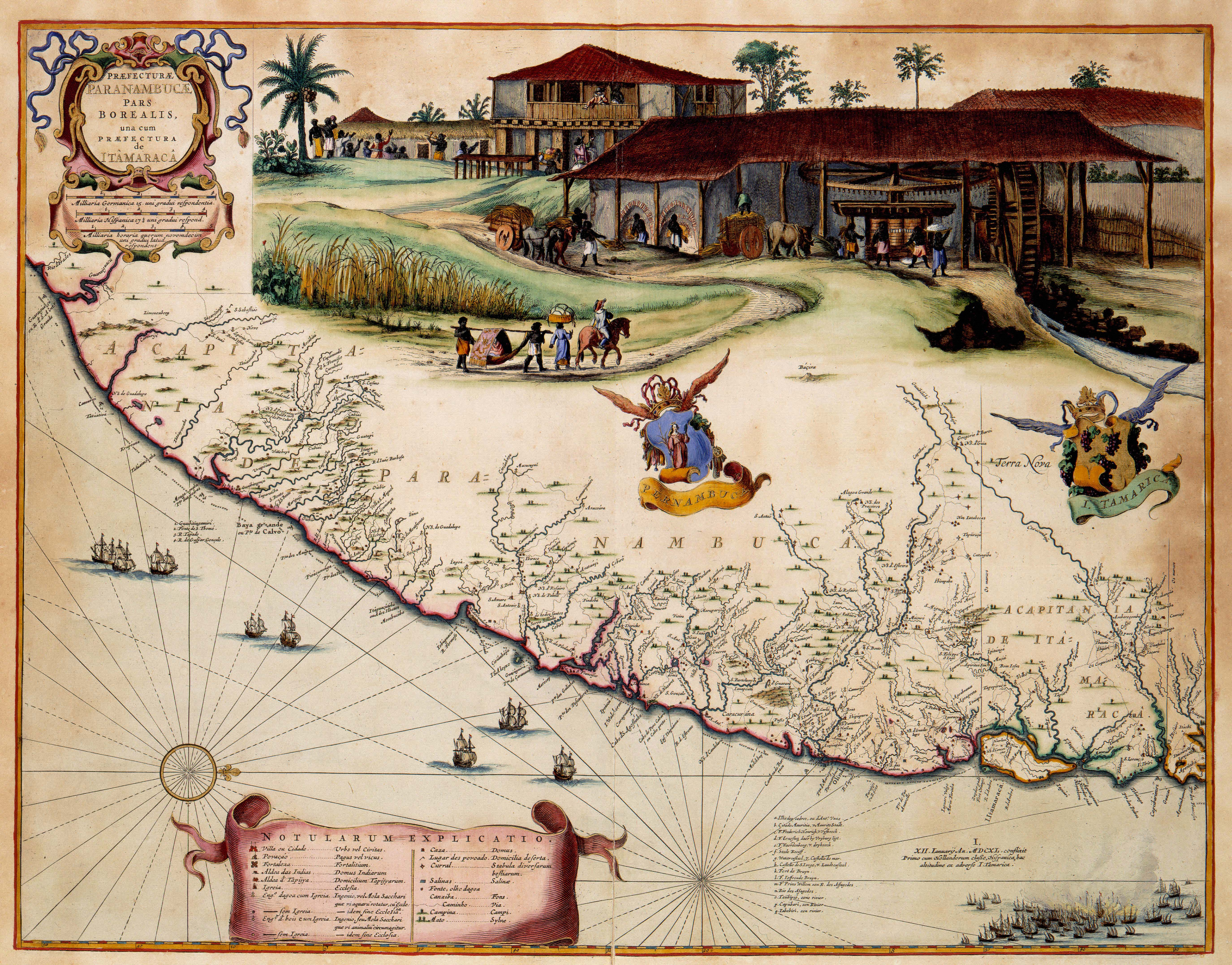
Kaart van Pernambuco en Itamaraca met daarop slaven die werkten op een suikerboerderij in de Nederlandse kolonie Nieuw-Nederland, 1643.

De Nederlanders bleven tijdens hun krappe 24 jaar van heerschappij over de Braziliaanse noordkust een minderheid. Hierdoor ontstond een wankel evenwicht tussen de Nederlandse protestantse bestuurselite en de Portugese katholieke landadel. Gedurende het tijdperk-Maurits bleef het evenwicht mede in stand omdat de vrijhandel die in 1634 was ingevoerd, maar in 1636 door de Staten-Generaal herroepen, onder Johan Maurits weer hersteld werd. Dit betekende dat de inwoners van Nieuw Holland vrij konden handelen (onder inhouding van im- en exportbelasting) in alle goederen, behalve Afrikaanse slaven, verfhout en munitie, waarop de WIC het alleenrecht behield. De Nederlandse calvinisten waren echter niet populair bij de Portugese katholieken. Dit leidde uiteindelijk tot verschillende bloedige opstanden, die vanuit Bahia ondersteund werden.

### De oorlog
Tot 1640 was Portugal in een personele unie verenigd met Spanje. Dat jaar ondersteunde de Republiek de Portugese onafhankelijkheidsstrijd tegen Filips IV van Spanje, die geleid werd door Johan IV van Bragança, en men poogde met de nieuwe bondgenoten in Brazilië tot een modus vivendi te komen. Toen Johan Maurits echter verdwenen was, liepen de spanningen hoog op. In april 1642 werd hij door de bewindvoerders van de WIC aangezegd om in het voorjaar van 1643 terug te keren. Maar de gouverneur-generaal vroeg aan de Staten-Generaal of die ook instemde met het besluit van de Heren Negentien het garnizoen in Brazilië te verkleinen en zijn opdracht te beëindigen. Hij wist hiermee zijn vertrek tot mei 1644 uit te stellen.
Na zijn vertrek kwam het in 1645 tot een algemene opstand die het begin vormde van een moorddadige jungleoorlog; ondertussen moesten de Nederlandse troepen ook nog vechten met legertjes van weggelopen slaven, zoals dat van Palmares. Binnen enkele maanden wisten de Portugezen vrijwel het gehele achterland onder controle te krijgen en de Hollanders werden teruggedreven in enkele kustplaatsen, waaronder Recife. Alleen op zee bleef de Republiek de Portugezen de baas. Reeds eind 1645 riep de WIC de hulp in van de Staten-Generaal. In 1646 stuurden de Staten van Zeeland een drietal oorlogsschepen uit de admiraliteit naar Recife met toestemming van de Staten-Generaal en Joost van Trappen Banckert kreeg van de Hoge Raad als admiraal de leiding over de vloot. Al snel bleek dat veel meer versterkingen nodig waren om Recife te ontzetten, maar de Staten van Zeeland en die van Holland, onder aanvoering van Amsterdam, konden geen overeenstemming bereiken. Holland gaf er de voorkeur aan vrede te sluiten met de Spanjaarden en de vrede te bewaren met de Portugezen ter bevordering van de internationale handel, terwijl de Zeeuwen meer zagen in het bestendigen van de staat van oorlog. In deze periode slaagden de Zeeuwse kapers erin meer dan honderd schepen te kapen die met hun lading van Brazilië op weg waren naar Portugal.
Toen uiteindelijk de Zeeuwen toegaven aan het sluiten van de Vrede van Münster werd, na de dood van Banckert in 1647, Witte de With als admiraal met een vloot en een leger van 6000 man naar de kolonie gezonden, waar hij uiteindelijk in maart 1648 aankwam. In de jaren daarop raakte hij regelmatig in conflict met de Hoge Raad over de te volgen strategie en zocht hij naar mogelijkheden een beslissende zeeslag te leveren met de Portugezen. Zij hielden zich echter voortdurend schuil in de Allerheiligen Baai bij Salvador. In 1648 en 1649 leden de Nederlanders twee zware nederlagen in de Eerste en Tweede Slag bij Guararapes en met moeite werd voorkomen dat de hele kolonie verloren ging. Ondanks deze overwinningen bleef de Portugese Kroon zich voortdurend zorgen maken over de toestand in Brazilië, omdat ook voor hem het behoud van de kolonie hoge kosten met zich meebracht en de staat van oorlog met Spanje voortduurde, omdat Portugal niet betrokken was bij de onderhandelingen rond de Vrede van Münster. De Portugese ambassadeur deed in Den Haag nog het voorstel van het noordoosten een onafhankelijke staat te maken met Portugese wetten en Portugees-Braziliaanse ambtenaren onder heerschappij van de WIC, maar dit werd afgewezen door de Republiek. Ook meerdere voorstellen de kolonie terug te kopen van de WIC leidden nooit tot een akkoord. De provinciën Holland en Friesland hadden na de nederlagen bij Guararapes de hoop op een goede afloop in Brazilië opgegeven, maar Zeeland en Groningen bleven de WIC steunen. Hierdoor kon  binnen de Republiek moeilijk tot een besluit gekomen worden. Toen de Staten-Generaal in 1649 besloten op voorstel van Zeeland opnieuw een vloot van twaalf schepen naar Recife te sturen ter aflossing van een deel van de schepen van De With, werd dit door Amsterdam geblokkeerd.

### De aftocht
In 1654 werden de Nederlanders, die vanwege de Eerste Engels-Nederlandse Oorlog niet meer door het moederland bijgestaan konden worden, alsnog verdreven door de Portugezen, die het gebied weer bij hun kolonie voegden. Op 26 januari gaf de kolonie zich over bij de Capitulatie van Taborda. De Portugese heerschappij werd echter niet als zodanig erkend. Nadat in mei 1654 met Engeland de Vrede van Westminster was getekend begon de Republiek te eisen dat Brazilië zou worden teruggegeven. In 1657 kwam het tot een volle oorlog met Portugal die leidde tot een blokkade van de Portugese westkust, waarbij in december 1657 21 schepen van de Suikervloot uit Brazilië door Michiel de Ruyter veroverd werden. Onder druk van de Fransen en de Engelsen kwam het uiteindelijk tot onderhandelingen, die in juli 1658 begonnen. Na de restauratie van Karel II op de Engelse troon werden de onderhandelingen versneld en besloot de Staten-Generaal op aangeven van Raadspensionaris Johan de Witt in 1661, zonder de steun van Zeeland, Gelderland en Groningen en dus in strijd met de Unie van Utrecht, de vrede goed te keuren. Op 6 augustus 1661 werd de Vrede van Den Haag getekend: Portugal erkende  de verliezen in Azië en diende de tegenwaarde van 63 ton goud (4 miljoen Cruzados of 8 miljoen Carolusguldens) te betalen als compensatie voor hun gebieden in Brazilië, die de Nederlandse Republiek nu voorgoed afstond. De laatste Joden die er nog woonden kregen drie maanden de tijd om te vertrekken. Onderhandelingen over de Portugese betalingen duurden tot in de achttiende eeuw en de som zou uiteindelijk nooit geheel worden voldaan.

## Bekende plaatsen

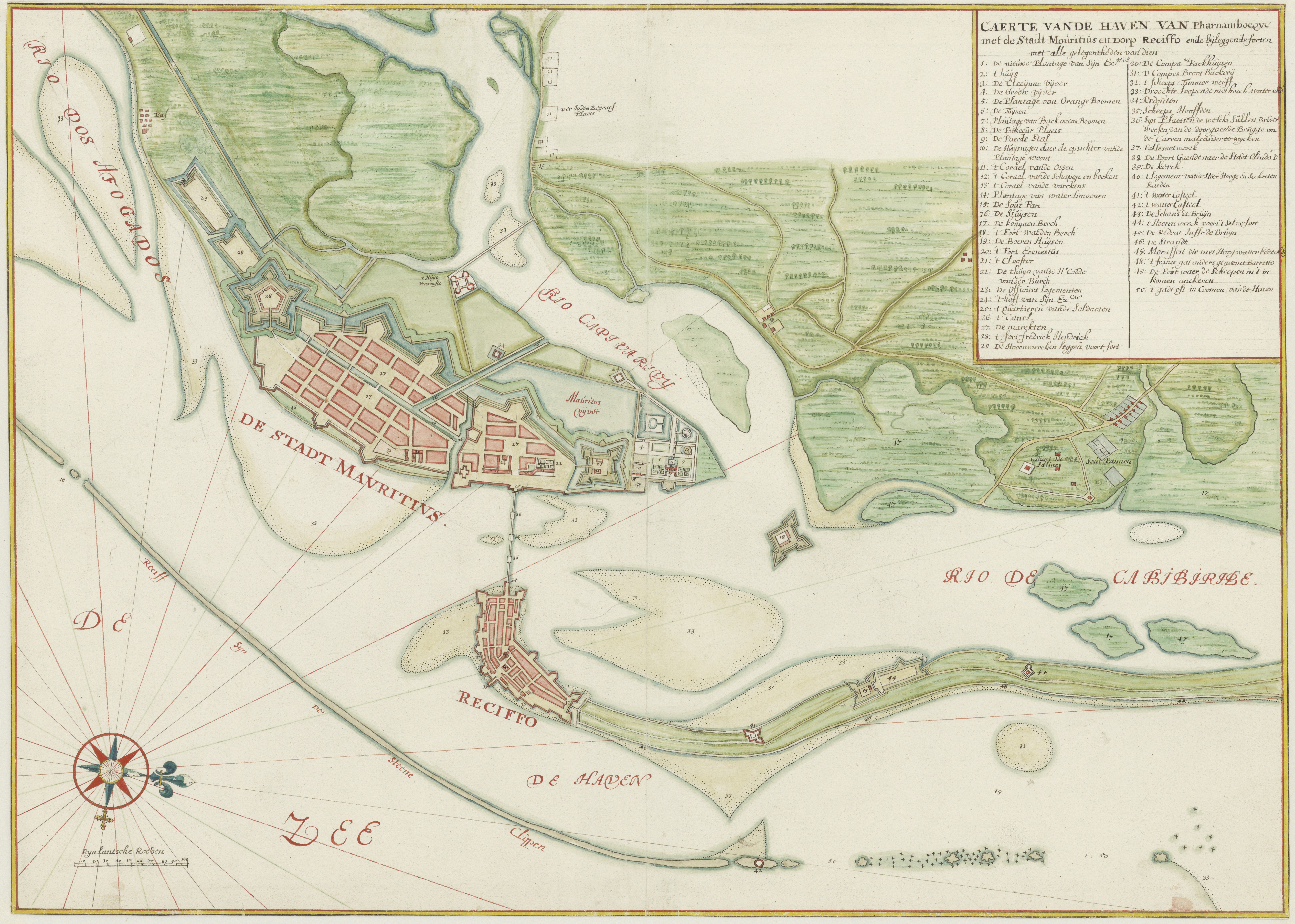
Mauritsstad en Recife

Bekende plaatsen waren, van noord naar zuid:
- Fort Schoonenborch
- Nieuw-Amsterdam
- Frederikstadt
- Itamaracá
- Olinda
- Recife en Mauritsstad

## Tegenwoordig
Vandaag de dag horen alle gebieden die ooit van de Nederlanders zijn geweest in die regio tot Brazilië. Er zijn nog enkele forten en gebouwen over die herinneren aan de voormalige overheersing door de WIC. Ook wordt de Nederlandse bevelhebber Johan Maurits nog steeds herdacht. Schilderijen die tijdens het Nederlandse bewind door Nederlandse schilders zijn gemaakt zijn te zien in verschillende musea.